# Spetssviaz

Le logo de l'institution FAPSI

Le Spetssviaz (russe : Спецсвязь), sigle du russe Служба специальной связи и информации Федеральной службы охраны Российской Федерации (Спецсвязь ФСО России), soit Service des communications spéciales et d'information du Service fédéral de protection de la fédération de Russie (FSO) (ou Spetssviaz FSO Rossii) est un service gouvernemental de la Russie, chargé de la protection des systèmes d'information et de communications gouvernementaux.

## Historique
Les effectifs des services de renseignement d'origine électromagnétique (ROEM) au sein du KGB et du GRU combinés auraient culminé en 1989 à 350 000 personnels travaillant dans environ 500 postes d'interceptions en URSS et en Europe de l'Est. Cela en faisait le plus grand système de ROEM au monde. 
L'échec du putsch de Moscou d'août 1991 est suivi de nombreuses réorganisations des services de sécurité soviétiques. Le 29 août 1991, la 8e direction générale (télécommunications gouvernementales), la 12e direction (écoutes téléphoniques) et la 16e direction (renseignement électronique) sont détachées du KGB pour former le Comité des Communications Gouvernementales (KPS) de l'URSS, sous la direction du général Alexandre Starovoïtov. Le 24 décembre 1991, le KPS d'URSS devient l'Agence fédérale des communications gouvernementales et d'information (Federalnoje Agentstvo Pravitelstvennoi Sviasi i Informatsii, Федеральное Агентство Правительственной Связи и Информации) ou FAPSI (russe : ФАПСИ) de la fédération de Russie. Toutefois, la composante ROEM du KPS est transférée au ministère de la sécurité (MB), composante qui sera reversée à la FAPSI lorsque le MB devint le service de contre-espionnage fédéral (FSK) fin 1993. 
Le personnel de la FAPSI était estimé à 54 000 personnes en 1999, ce qui en faisait la plus grande organisation de renseignement d'origine électromagnétique après l'alliance UKUSA. Elle disposait de stations d'écoute à Lourdes (Cuba) et Cam Ranh (Viêt-Nam), qui furent fermées pour raisons budgétaires en décembre 2001 et février 2002 respectivement. La principale installation russe de ROEM outre-mer restante est à la base navale de Tartous en Syrie. 
La FAPSI est réorganisée en Spetssviaz et rattachée au FSO par un décret présidentiel de 2003. Toutefois, certaines de ses ressources sont partagées entre le GRU (renseignement et sécurité radioélectriques) et le FSB (actifs de téléphonie mobile, internet, renseignement étranger, cryptologie, etc.).

## Directeurs
16e direction du KGB
- Nikolaï Nikolaïevitch Andreïev (1968–1973)
- Major-General Igor Vasilievitch Maslov (1973-?)

Comité des Communications Gouvernementales du Président de l'Union Soviétique
- Général A. V. Starovoïtov (1991)

Agence fédérale des communications gouvernementales et d'information (FAPSI)
- Général A. V. Starovoïtov (1991–1998)
- Vladislav Petrovitch Cherstyouk (1998–1999)
- Vladimir Georgievich Matykhine (1999–2003)

Service des communications spéciales et d'information (Spetssviaz)
- Youri Kornev (2003-2010)
- Alexey Mironov (2011-2017)
- Vladimir Belanovski (2017- )